# ティトゥス・クロエリウス・シクルス
ティトゥス・クロエリウス・シクルス（ラテン語: Titus Cloelius Siculus、生没年不詳）は共和政ローマの政治家・軍人。紀元前444年に執政武官を務めた。

## 経歴
紀元前445年にプレブスの身分闘争によってカヌレイウス法と共に執政武官が新設され、翌紀元前444年、シクルスはこの共和政ローマ初の執政武官として選出された。同僚はアウルス・センプロニウス・アトラティヌス、ルキウス・アティリウス・ルスクスで全員パトリキであった。
彼らの任期中は国内外共に安定していたというが、就任して3ヶ月で、昨年の執政武官選挙の際の管理者であった、当時の執政官ガイウス・クルティウス・ピロが行った鳥卜の瑕疵が指摘され、選挙は無効となって全員辞職した。ディオニュシオスによれば、在職わずか73日であったという。
辞任後はインテルレクスが立てられ、補充執政官選挙が行われた。